# Dożywocie (cykl)
Dożywocie – cykl komediowych powieści fantasy autorstwa polskiej pisarki, Marty Kisiel. Książki opowiadają o Konradzie Romańczuku, który odziedziczył stary, gotycki domek znajdujący się na odludziu. Mężczyzna prędko odkrywa, że budynek zamieszkiwany jest przez dziwne, acz przyjazne stwory. Do cyklu należy także opowiadanie Szaławiła, które zdobyło nagrodę im. Janusza A. Zajdla za rok 2017.  Pierwszy tom serii został wydany w 2010 nakładem wydawnictwa Fabryka Słów. W 2017 pojawiło się wznowienie książki, które ukazało się nakładem Wydawnictwa Uroboros. W drugim wydaniu znalazło się także opowiadanie Szaławiła.

## Historia powstania cyklu
Pierwszym tekstem, którego tekst rozgrywał się w uniwersum dla całego cyklu było opowiadanie Dożywocie, które ukazało się w antologii z 2007 pod tytułem Kochali się, że strach (wyd. Fabryka Słów). Zbiór powstał jako wynik warsztatów literackich pod patronatem Fahrenheita, w których uczestniczyli m.in. Martyna Raduchowska i Konrad Romańczuk (noszący to samo imię i nazwisko co główny bohater opowiadania, a potem cyklu).

## Książki w serii
| Numer w serii | Tytuł        | nr ISBN                | Data wydania         | Komentarz |
| ------------- | ------------ | ---------------------- | -------------------- | --- |
| 1             | Dożywocie    | ISBN 978-83-7574-253-4 | 19 listopada 2010    | [ 4 ] |
| 2             | Siła niższa  | ISBN 978-83-280-2779-4 | 26 października 2016 | nominacja do Nagrody im. Janusza A. Zajdla, nominacja do książki roku portalu Lubimyczytać.pl w 2016 w kategorii literatura fantastyczna. |
| 2,5           | Szaławiła    | ISBN 978-83-280-4967-3 | sierpień 2017        | opowiadanie, zdobyło Nagrodę im. Janusza A. Zajdla                                                                                        |
| 3             | Oczy uroczne | ISBN 978-83-280-5163-8 | 13 marca 2019        | [ 8 ] |

## Bohaterowie

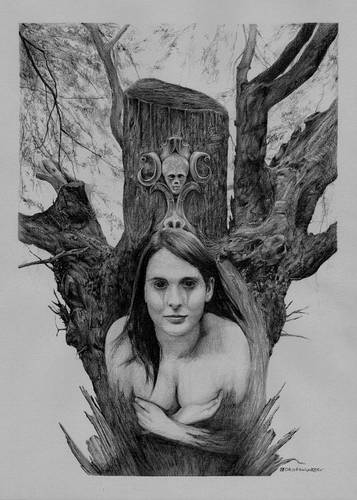
Hamadriada, mitologiczny duch drzewa. W powieści przedstawicielką tych stworzeń była Puk.

- Konrad Romańczuk – pisarz i mieszkaniec miasta, który odziedziczył Lichotkę. Jest ciemnowłosy i chudy.
- Licho – niewielki anioł z alergią na pierze. Licho jest miłe i gościnne, ale niezbyt inteligentne i emocjonalne. Bardzo szanuje sobie porządek. Zaczęło uwielbiać Konrada po tym, jak ten pozwolił mu wybrać nową pralkę i żelazko. Licho potrafi sprawiać, że coś działa samo z siebie, jeśli tylko wie, jak do tego dochodzi. Z tego powodu Lichotka nie potrzebuje dostępu do prądu. Licho ma jasne włosy i jest dość niskie.
- Szczęsny – duch panicza. To zmarły w XIX wieku poeta, który popełnił samobójstwo z powodu nieszczęśliwej miłości.
- Krakers – zamieszkujący spiżarnię Lichotki mroczny stwór. Doskonale radzi sobie w kuchni.
- Zmora – charakterna kotka, która prędko uznała Konrada za swoją prywatną poduszkę.
- Szymon Kusy – swoisty dozorca i pomocnik w Lichotce. Nie jest jej mieszkańcem.
- Marianna – pochodząca ze wsi, młoda dziewczyna, która stała się obiektem westchnień Szczęsnego.
- Puk – hamadriada, zauroczona w Konradzie.
- Rudolf Valentino – różowy królik. Początkowo uznawany jest za samca, jednak w końcu rodzi gromadkę maluchów.
- Camilla – agentka Konrada, matka Bożydara. Posiada psa rasy yorkshire terier.
- Bożydar – zwany także Niebożątkiem. Syn Camilli i Szczęsnego. Potrafi znikać.
- Tsadkiel – anioł sprawiedliwości, skromności i miłosierdzia.
- Turu – wiking zajmujący się miejską posiadłością Konrada.

## Tłumaczenia
Opowiadanie Dożywocie, które stało się pierwowzorem dla powieści, zostanie wydane w 2020 w antologii The Big Book of Modern Fantasy, którego redakcją zajmują się Ann i Jeff VanderMeer. Tłumaczeniem tekstu na język angielski zajęła się Kate Webster.

## Fabuła

### Dożywocie

Gotycki dom znajdujący się w Rockford w Illinois. Główny bohater cyklu odziedziczył budynek zbudowany w tym samym stylu. Lichotka stworzona była jednak z cegły i posiadała wieżyczkę, zamieszkiwaną przez Licho.

Konrad Romańczuk jest pisarzem i typowym mieszczuchem. Jedzie swoim samochodem marki Daewoo Tico do domu, który przypadkiem odziedziczył. W spadku była mowa o dożywotnim lokatorze, który ma go zamieszkiwać, jednak mężczyzna nieszczególnie się tym przejmuje. Ma zamiar, niczym pisarz z powieści Stephena Kinga, stworzyć swoje dzieło życia, zaszywając się na odludziu, uciekając przed światem i swoją dziewczyną, Majką. Jego pojazd psuje się jednak niedaleko odziedziczonego budynku. Konrad wysiada i dochodzi samodzielnie do domostwa, odkrywając, że budynek ma około dwustu lat i został stworzony w gotyckim stylu. Zaczepia go Szymon: mężczyzna, który od lat dba o Lichotkę, jak nazywa dziedzictwo Romańczuka. Konrad, zakładając, że to mężczyzna jest owym dożywotnikiem, jedzie razem z nim po samochód. Gdy wracają, Romańczuk wnosi swoje rzeczy do środka i odkrywa, że wewnątrz, na schodach, znajduje się anioł. Wtedy Szymon wyjaśnia mu, że to właśnie jeden z lokatorów budynku będący lichem i opiekujący się domem. Poza nim w Lichotce mieszka także pradawny stwór, Krakers (zamieszkujący spiżarnię), dusza poety o imieniu Szczęsny oraz kotka, Zmora.  Czasem w budynku pojawiają się też nieszkodliwe utopce. 
Konrad z trudem akceptuje swoich współlokatorów, ostatecznie jednak uznając, że Licho i Krakers są całkiem przydatnymi współlokatorami. Irytuje go jednak szczęsny, który bezustannie próbuje pisać wiesze. Kulminacja ich relacji następuje, gdy poeta dowiaduje się, że Romańczuk jest pisarzem i poprawia jego powieść tuż przed wysłaniem jej przez Konrada do jego agentki. Tej nie podoba się wersja pełna miłosnych uniesień wyjętych rodem z epoki romantyzmu.

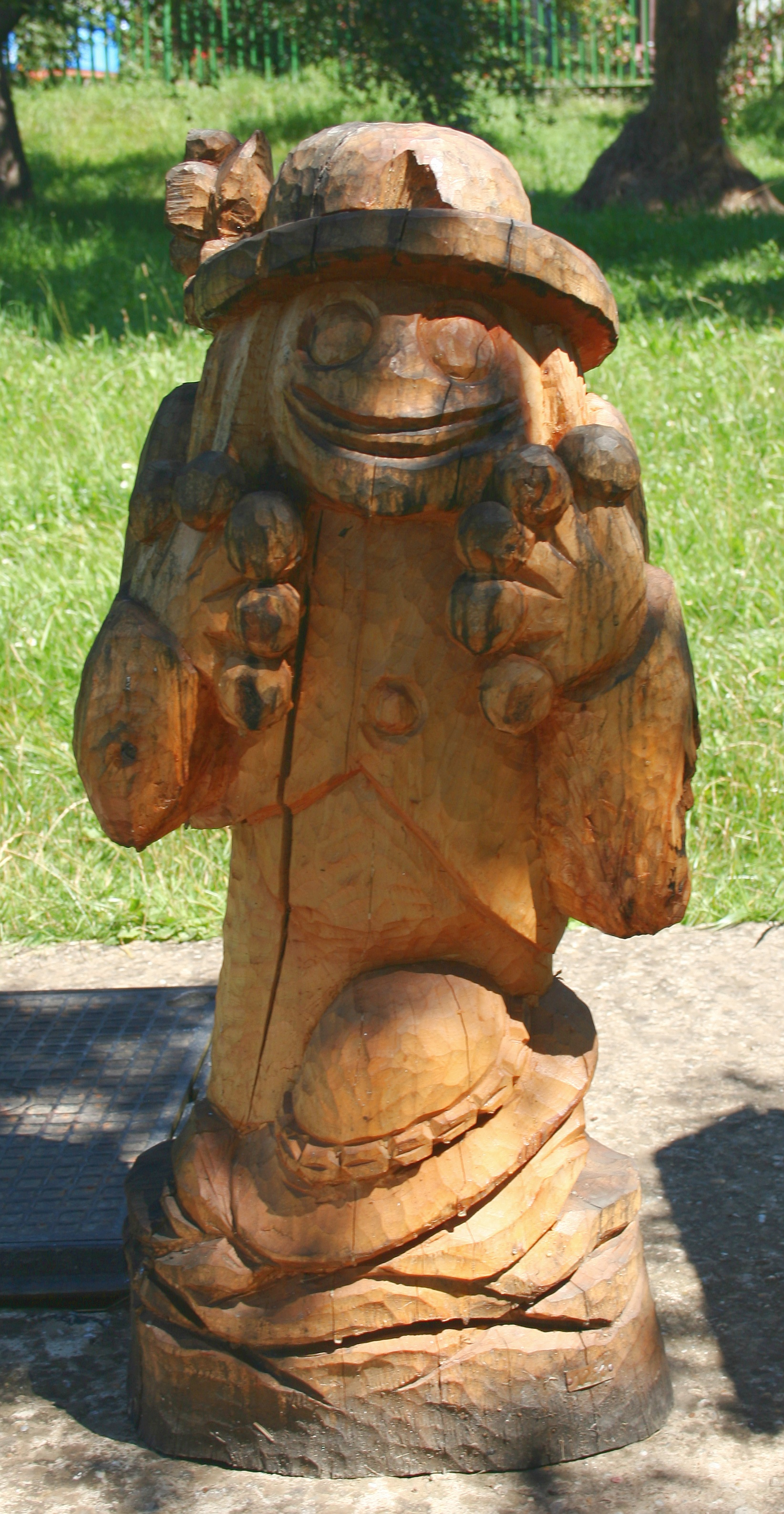
Figurka utopca z muzeum w Humenné, Słowacja. Niewielkie, przypominające żaby stworzenia zamieszkiwały Lichotkę.

Właściciel Lichotki próbuje sprawić, aby panicz oddał się wiecznemu odpoczynkowi. Gdy w sprzątaniu Lichotki pomaga pochodząca ze wsi Marianna, Konrad podpuszcza Szczęsnego, wyjaśniając mu, że los znów dał mu szansę na miłość.  Ma nadzieję, że dzięki temu poeta wróci do swojego grobu. Niestety, dziewczynie nie podobają się amory ducha, co doprowadza do fali rozpaczy ze strony panicza. Do Konrada zaczyna docierać, że to nie jego współlokatorzy są dożywotnikami, a on sam: w końcu on umrze, nie będąc w stanie sprzedać nawiedzonego domu, a jego mieszkańcy zostaną w nim na zawsze.
Życie w Lichotce toczy się spokojnym rytmem, przerywanym drobnymi przygodami i problemami. Na święta Bożego Narodzenia Konrad daje Lichu królika, który zyskuje miano Rudolfa Valentino. Z czasem królik z białego zmienia swoją sierść na różową dzięki mocy aniołka i okazuje się samicą. Problematyczni okazują się jednak mieszkańcy okolicy, którzy początkowo chcą odebrać Licho Konradowi. Nie udaje im się to jednak. Jakiś czas później właściciel domu natrafia na tych samych ludzi, którzy próbują postawić w okolicznym lesie sklep. Gdy zauważają Konrada wyzywają go od szatana. Ten, aby im się odegrać, spędza noc na drzewie. Po zejściu na dół przez tydzień choruje, a Licho opiekuje się nim i Badylkiem, którego znalazł we włosach Romańczuka. Drewienko było jeszcze świeże i wypuściło korzenie.
W nocy w domu zaczyna coś straszyć. Licho i Szczęsny budzą Konrada pięć nocy z rzędu, aby w końcu odkryć, że budynek odwiedza naga kobieta. Okazuje się, że to hamadriada, której mieszkańcy Lichotki nadają imię Puk. Drzewo, na którym spędził noc Konrad zostało ścięte i dziewczyna została przyzwana do Badylka. Puk zamieszkuje razem z dożywotnikami, a Konrad powoli się w niej zakochuje. W międzyczasie mężczyzna udziela wywiadu do telewizji, w związku z nadrzewnym protestem.
Gdy Konrad wraca pewnego dnia do domu okazuje się, że Lichotka płonie. Pożar został wywołany przez podpalenie: to zemsta okolicznych mieszkańców. Krakers znika, podobnie jak Szczęsny, jednak pozostałym mieszkańcom nie dzieje się krzywda. Zamieszkują chwilowo u Szymona, gdy okazuje się, że krewni Romańczuka przewidzieli taki przebieg zdarzeń. Konrad może przejąć drugi dom, zamieszkiwany przez potężnego mężczyznę o imieniu Turu. W piwnicy natychmiast pojawia się Krakers.